# Гіллтоп (Джорджія)
Гіллтоп (англ. Hilltop) — переписна місцевість (CDP) в США, в окрузі Пайк штату Джорджія. Населення — 245 осіб (2020).

## Географія
Гіллтоп розташований за координатами 33°6′30″ пн. ш. 84°26′14″ зх. д. / 33.10833° пн. ш. 84.43722° зх. д. (33.108236, -84.437141).  За даними Бюро перепису населення США в 2010 році переписна місцевість мала площу 2,56 км², з яких 2,50 км² — суходіл та 0,06 км² — водойми.

## Демографія
Згідно з переписом 2010 року, у переписній місцевості мешкали 262 особи в 99 домогосподарствах у складі 68 родин. Густота населення становила 102 особи/км².  Було 129 помешкань (50/км²).
Расовий склад населення:
| - 88,9 % — чорних або афроамериканців - 11,1 % — білих |

До двох чи більше рас належало 0,0 %. Частка іспаномовних становила 0,0 % від усіх жителів.
За віковим діапазоном населення розподілялося таким чином: 23,7 % — особи молодші 18 років, 58,0 % — особи у віці 18—64 років, 18,3 % — особи у віці 65 років та старші. Медіана віку мешканця становила 49,5 року. На 100 осіб жіночої статі у переписній місцевості припадало 98,5 чоловіків;  на 100 жінок у віці від 18 років та старших — 96,1 чоловіків також старших 18 років.
Середній дохід на одне домашнє господарство  становив 31 592 долари США (медіана — 33 594), а середній дохід на одну сім'ю — 34 467 доларів (медіана — 34 219). За межею бідності перебувало 31,1 % осіб, у тому числі 54,7 % дітей у віці до 18 років та 18,2 % осіб у віці 65 років та старших.
Цивільне працевлаштоване населення становило 58 осіб. Основні галузі зайнятості: виробництво — 56,9 %, мистецтво, розваги та відпочинок — 31,0 %, публічна адміністрація — 12,1 %.